# Dendrobium mortii
Dendrobium mortii är en orkidéart som beskrevs av Ferdinand von Mueller. Dendrobium mortii ingår i släktet Dendrobium, och familjen orkidéer. Inga underarter finns listade i Catalogue of Life.